# Pierzchnica (gromada)
Pierzchnica – dawna gromada, czyli najmniejsza jednostka podziału terytorialnego Polskiej Rzeczypospolitej Ludowej w latach 1954–1972.
Gromady, z gromadzkimi radami narodowymi (GRN) jako organami władzy najniższego stopnia na wsi, funkcjonowały od reformy reorganizującej administrację wiejską przeprowadzonej jesienią 1954 do momentu ich zniesienia z dniem 1 stycznia 1973, tym samym wypierając organizację gminną w latach 1954–1972.
Gromadę Pierzchnica z siedzibą GRN we Pierzchnicy (wówczas wsi) utworzono – jako jedną z 8759 gromad na obszarze Polski – w powiecie buskim w woj. kieleckim, na mocy uchwały nr 13a/54 WRN w Kielcach z dnia 29 września 1954. W skład jednostki weszły obszary: dotychczasowych gromad Pierzchnica i Osiny ze zniesionej gminy Drugnia w powiecie buskim; dotychczasowej gromady Gumienice (bez kolonii Straszniów Gumienicki i przysiółka Słońca-Góra) ze zniesionej gminy Maleszowa w powiecie buskim; oraz dotychczasowej gromady Pierzchnianka, a także kolonia Górki Maleszowskie (nazwa hipoteczna Kalina-Górecka) z dotychczasowej gromady Górki ze zniesionej gminy Szczecno w powiecie kieleckim w tymże województwie. Dla gromady ustalono 25 członków gromadzkiej rady narodowej.
1 stycznia 1956 gromada weszła w skład nowo utworzonego powiatu chmielnickiego w tymże województwie.
31 grudnia 1959 do gromady Pierzchnica przyłączono wieś Górki i kolonię Górki Boksówka ze zniesionej gromady Skrzelczyce w tymże powiecie.
31 grudnia 1960 do gromady Pierzchnica przyłączono kolonię Straszniów Gumienicki z gromady Piotrkowice w tymże powiecie.
W związku ze zlikwidowaniem powiatu chmielnickiego z dniem 31 grudnia 1961, gromadę włączono z powrotem do powiatu buskiego w tymże województwie.
Gromada przetrwała do końca 1972 roku, czyli do kolejnej reformy gminnej. 1 stycznia 1973 utworzono gminę Pierzchnica.